# Contea autonoma li di Lingshui
La contea autonoma li di Lingshui (陵水黎族自治县S, Língshuǐ Lízú ZìzhìxiànP) è una contea della Cina, situata nella provincia di Hainan.